# Homecoming (2019)
Homecoming (estilizado como HΘMΣCΘMING) é um documentário de 2019 sobre a cantora norte-americana Beyoncé e sua apresentação no Coachella Valley Music and Arts Festival de 2018. Ele estreou na Netflix em 17 de abril de 2019.
O filme está sendo descrito como um "olhar íntimo e profundo" no concerto, revelando "o caminho emocional do conceito criativo para um movimento cultural".

## Promoção
Em 3 de abril de 2019, foi anunciado que Beyoncé estaria trabalhando em novas músicas, e também um projeto colaborativo com a Netflix, que seria vinculado à sua apresentação no Coachella 2018 com filmagens adicionais. Em 6 de abril de 2019, a Netflix oficialmente divulgou o projeto postando nas redes sociais uma imagem amarela com a palavra “Homecoming”, e também a data de lançamento do filme. O trailer do filme foi lançado em 8 de abril, e foi visto mais de 16,6 milhões de vezes em todas as contas de mídia social da Netflix e na página da Beyoncé no Facebook nas primeiras 24 horas. Após o lançamento do filme, Beyoncé lançou um álbum ao vivo intitulado Homecoming: The Live Album.

## Lançamento
Várias faculdades e universidades historicamente negras tiveram exibição exclusiva em 16 de abril, incluindo Howard e Texas Southern.

## Música
Homecoming: The Live Album foi lançado ao mesmo tempo que o documentário, sem aviso prévio. O álbum contou com 36 faixas ao vivo, 2 interlúdios falados e 2 novas faixas, um lançamento oficial de "I Been On" e um cover de Maze, "Before I Let Go".